# John Treleaven
John Treleaven   (Porthleven, 10 de juny de 1950) és un tenor anglès.
Va fer el seu debut a Amsterdam amb Tristany a Tristany i Isolda amb Simon Rattle, personatge que ha encarnat per tot el món, per exemple a la Staatsoper d'Hamburg, al Gran Teatre del Liceu de Barcelona, a l'Òpera de Frankfurt, al Festival de Brisbane al Teatro Verdi de Verona, al Teatre Regi de Torino, a Santiago de Xile, i en representacions en forma de concert a Montreal, al Festival de Lucerna amb el mestre Claudio Abbado, i amb l'Orquestra Simfònica de la BBC a Londres amb Ronald Runnicles. També va encarnar el Tristany al festival de la Bayerische Staatsoper de Múnic el 2006 i 2007.